# Кыскыкуль
Кыскыкуль — озеро, расположено за северной окраиной деревни Уразбаева в Аргаяшском районе Челябинской области. Водоем находится на границе Ильменского заповедника и соседствует с такими популярными среди туристов озёрами, как Большое и Малое Миассовы, Бараус, Савелькуль и Большой Таткуль. Относится к Яраткуловскому сельскому поселению. Расстояние до Челябинска — 85 километров, до Екатеринбурга — 260 километров. Площадь поверхности — 0,22 км².
Берега озера песчаные и каменистые, преимущественно пологие, незначительно заболочены с запада. Вдоль уреза воды чаще всего встречаются заросли трав и камыши, реже — деревья. До холодов на озере гнездуется пернатая дичь.
Озеро имеет историческую ценность. В 1883 году на этом озере была открыта стоянка первобытных людей. Первый краевед и археолог К. А. Шишковский провел раскопки на территории озера и собрал очень богатую археологическую коллекцию, которую представил на Сибирско-Уральской научно-промышленной выставке в 1887 году, за что и был удостоен большой серебряной медалью.